# Niger i olympiska sommarspelen 1988
Niger deltog i de olympiska sommarspelen 1988 med en trupp bestående av sex deltagare, men ingen av landets deltagare erövrade någon medalj.

## Boxning
Fjädervikt
- Djingarey Mamoudou

Flugvikt
- Badie Ovnteni

Bantamvikt
- Moumouni Siuley

## Friidrott
Herrarnas maraton
- Abdou Monzo – 2:25,05 (→ 47:e plats)
- Inni Aboubacar – 2:28,15 (→ 59:e plats)
- Hassane Karinou – 2:43,51 (→ 80:e plats)